# Vlasta, fictions/utopies amazoniennes
Vlasta, fictions/utopies amazoniennes est une revue franco-québécoise de littérature lesbienne dont les quatre numéros sont publiés entre 1983 et 1984.

## Histoire
Vlasta est fondée en avril 1983 par le Collectif Mémoire Utopie auquel appartiennent notamment Suzette Robichon, Michèle Causse et Sylvie Bompis, avec comme objectif le partage de textes lesbiens, permettant ainsi de rendre visible l'identité lesbienne et son auto-affirmation,,,. Le nom de la revue renvoie à Vlasta, amazone légendaire de Bohème, et plus particulièrement à son histoire telle que racontée par Pierre Samuel dans Amazones, guerrières et gaillardes.

## Propos
Si Vlasta nait du féminisme matérialiste des années 1970, la revue innove dans son positionnement en ne centrant pas son propos sur l'oppression des femmes mais sur l'identité lesbienne.
Le premier numéro est consacré à la littérature lesbienne québécoise, et met en valeur les écrivaines Nicole Brossard, Marie-Claire Blais, Jovette Marchessault et Jeanne d’Arc Jutras. Le quatrième et dernier numéro est lui consacré spécialement à Monique Wittig.

### Liens extrerne
- Vlasta, Conservatoire des Archives et des Mémoires LGBTQI